# Prințul Erik, Duce de Västmanland

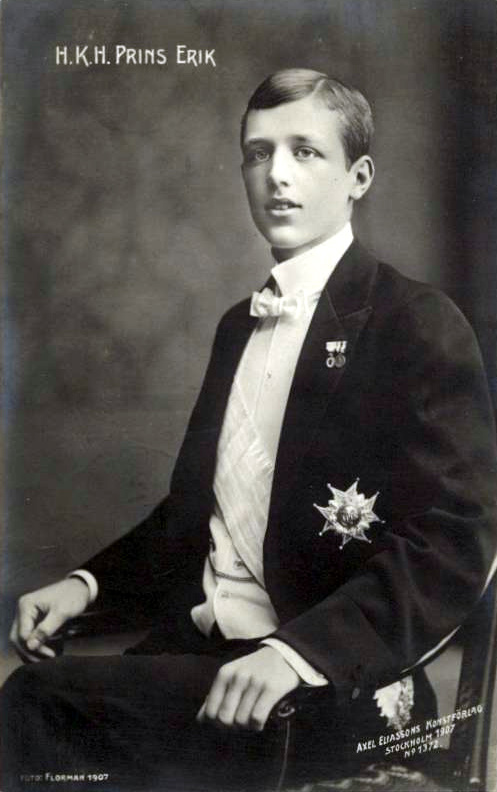
Prințul Erik, Duce de Västmanland

Prințul Erik al Suediei și Norvegiei, Duce de Västmanland (Erik Gustav Ludvig Albert) (20 aprilie 1889 – 20 septembrie 1918), a fost prinț suedez și Duce de Västmanland. A fost al treilea și cel mai mic fiu al regelui Gustaf al V-lea al Suediei și a soției acestuia, Victoria de Baden. În 1904, Prințul Erik a fost numit Cavaler al Leului Norvegian de bunicul său, regele Oscar al II-lea.

## Biografie

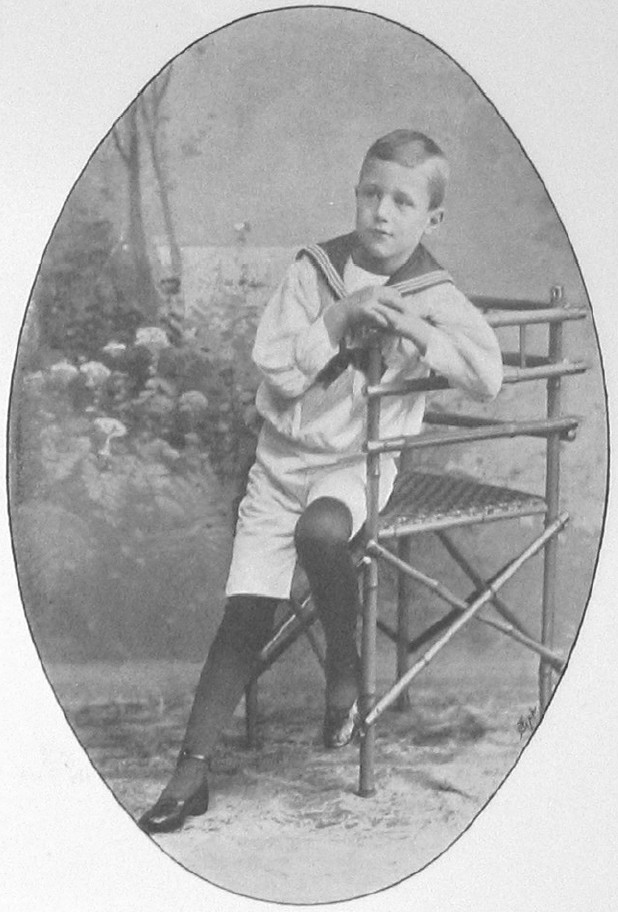
Prințul Erik copil

Prințul Erik a suferit de epilepsie și a avut dificultăți de învățare. Situația lui exactă nu a fost făcută publică însă e posibil să fi suferit o accidentare la naștere. A fost descris ca fiind frumos, sănătos fizic și interesat de sport. Handicapul lui mental nu era vizibil în timpului unei conversații scurte, dar devenea vizibil în timpul unei conversații mai lungi.
Din cauza condiției sale, el a fost rareori văzut în public și a dus o viață liniștită, departe de ochii publicului, similar cu viața Prințului John al Regatului Unit. Pentru că el a fost un membru al familiei regale, a fost prezent în fotografiile oficiale regale, dar nu a a avut sarcini oficiale.